# Bundesnachrichtendienst

Nya logo.

Sigill.

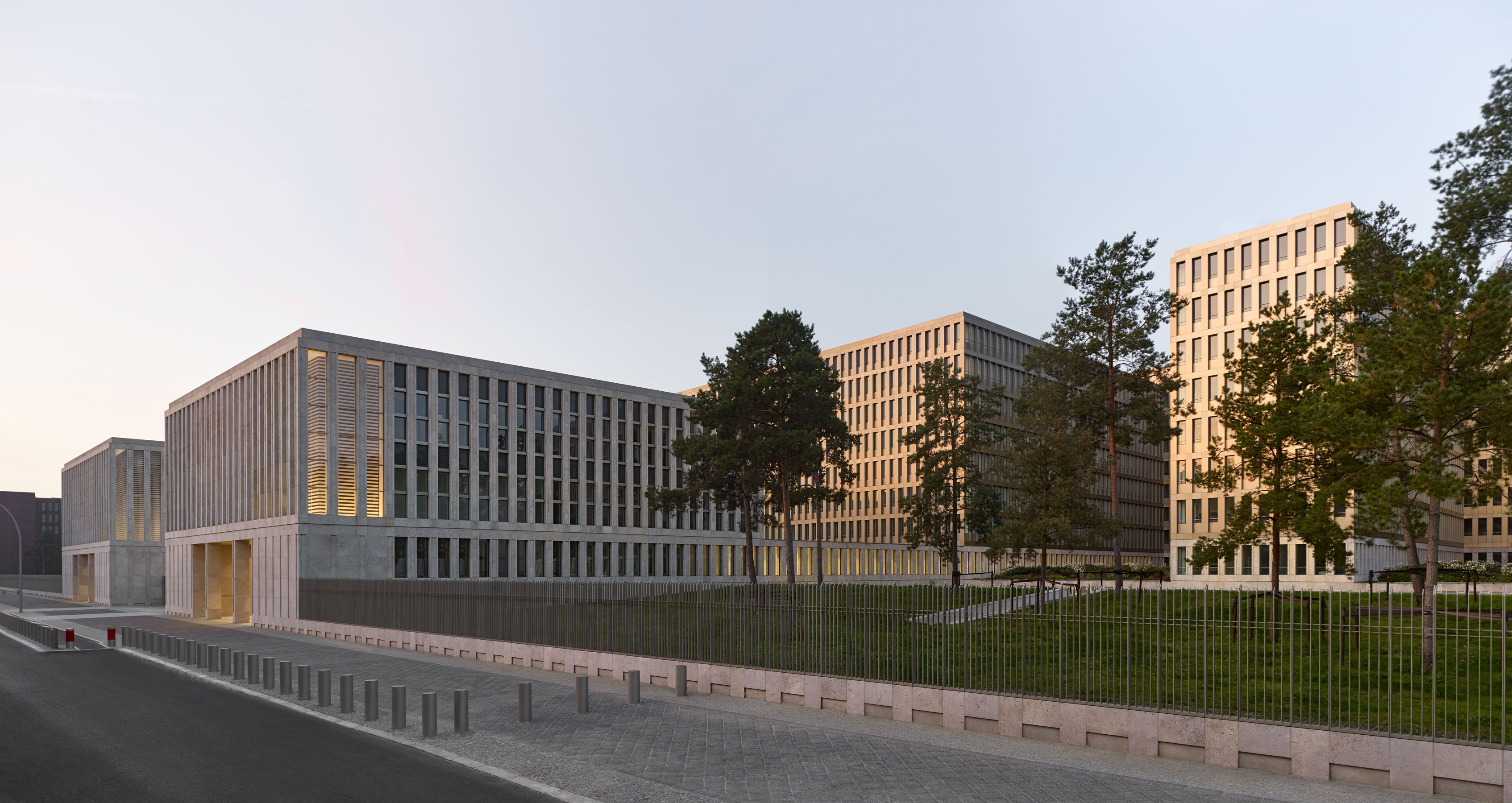
BND Central i Berlin.

Bundesnachrichtendienst (BND) med säte i Berlin och Pullach (München) är bredvid Verfassungsschutz och Militärischer Abschirmdienst en av Tysklands tre underrättelse- och säkerhetstjänster. BND blir liksom de två övriga kontrollerat genom ett parlamentariskt kontrollråd (Kontrollgremium). 
BND är ansvarigt för anskaffandet av information från utlandet och inom Tyskland. BND ligger under Bundeskanzleramt och har cirka 6000 medarbetare (2005). Inom Bundeskanzleramt är avdelning 6 ansvarig för BND och dess ledare är samtidigt koordinator för underrättelsetjänsterna. Anslaget till BND är årligen över 430 miljoner euro. BND grundades 1956 och har sin bakgrund i Organisation Gehlen.
BND:s högkvarter har fram till den 8 februari 2019 legat i Pullach im Isartal strax söder om München (närmare bestämt Heilmannstrasse 30).
För att bättre kunna möta regeringens behov, har dock beslut fattats att organisationen ska flytta till Berlin.

## BND:s uppdrag
BND har som Tysklands enda underrättelsetjänst för utlandet till uppgift att samla och utvärdera information som är nödvändiga för Tyskland ur ett utrikes- och säkerhetspolitiskt perspektiv (§1 BNDG). Der BND hat als einziger Auslandsnachrichtendienst Deutschlands die Aufgabe, Informationen zu sammeln und auszuwerten, die zur Gewinnung von Erkenntnissen über das Ausland, die von außen- und sicherheitspolitischer Bedeutung für die Bundesrepublik Deutschland sind, notwendig sind (§1 BNDG)
Informationen förs vidare till förbundsregeringen och rör sig över flera teman: politik, näringsliv, militär, vetenskap eller teknik. För att samla information har BND flera metoder till förfogande men en majoritet kommer genom att studera öppna källor som tidningar, radio och TV eller Internet. 
BND använder sig också av metoder för underrättelsetjänster som värvningar och ledning av agenter i utlandet (Operative Beschaffung) eller elektroniska upplysningar (Technische Beschaffung). Detta sker på olika nivåer, ingår gör bl.a. telefonavlyssning, video- och ljudövervakning och övervakning av internet. 
Informationen analyseras och utvärderas av BND för att skapa lägesbilder och rapporter som är av betydelser för regeringens beslutsfattande. Bredvid kärnuppgifterna rörande upplysningar från utlandet tar BND mer och mer över uppgifter rörande observationer av internationell brottslighet och då framförallt områdena vapen- och teknologismuggling, pengatvätt, människohandel och knarksmuggling. BND har också fått ansvar för information rörande internationell terrorism.

## BND:s verksamheter
Vid huvudkontoren i Berlin och Pullach, ca 100 andra (hemliga) kontor runt om i Tyskland och vid kontor i utlandet arbetar omkring 6000 medarbetare. 10 procent av BND:s medarbetare är soldater från Bundeswehr, uteslutande anställda yrkesoldater. Officiellt arbetar dessa inom Amt für Militärkunde. 2011 ska huvudkontoren i Pullach och Berlin smälta samma till ett som ska finnas i Berlin. Den nya BND-centralen kommer att vara placerad till den före detta Stadion der Weltjugend på Chauseestrasse i Berlin-Mitte som byggs om för ändamålet. 
Omorganisationen av BND för också med sig att BND tar över uppgifter rörande underrättelser för utlandsinsatser från Bundeswehr.

## Historia
Föregångare och ursprung till BND var Organisation Gehlen som fått sitt namn efter grundaren generalmajor Reinhard Gehlen (1902–1979). Gehlen hade tidigare varit militär i Wehrmacht. Gehlen rekryterade ett stort antal medlemmar från sin tidigare tjänstgöring. Gehlen anställde före detta SS-, Sicherheitsdienst (SD)- och Gestapo-officerare. Ännu 1970 var mellan 25 och 30 % av de anställda vid BND före detta anställda vid någon av dessa organisationer. Organisationen var i början verksam i den amerikanska sektorn. 
Andra personer med en bakgrund inom den nazistiska säkerhetstjänsten var bland andra Erich Deppner (alias Egon Dietrich, Ernst Borschert, V-616) som rekommenderats för högre uppgifter av Heinrich Himmler, Wilhelm (Willi) Krichbaum, RSHA Amt 4, ställföreträdare för Heinrich Müller som avdelningschef, Einsatzgruppenführer Franz Six, SS-Obersturmführer Hans Sommer, som i oktober 1941 lät spränga sju synagogor i Paris och som även var dubbelagent för DDR 1954–1971; Alois Brunner, Adolf Eichmanns adjutant. Därtill kommer namn som Karl Guse, Walter Kurreck, Konrad Fiebig, Alexander Dolezalek som var ansvarig för krigsförbrytelser. Guse, Kurre och Fiebig var ansvarig för mord på 11 000 judar i Vitryssland och Dolezalek var ansvarig för förbrytelser i Posen och Lodz. Heinz Felfe (alias Hans Frisen) var före detta Obersturmführer och skulle senare verka som DDR-agent inom BND. 
Organisation Gehlen skapades 1945 av personer från den amerikanska ockupationsmyndigheten och tidigare medarbetare från Abteilung Fremde Heere Ost (FHO). FHO var inom den tidigare tyska generalstaben ansvarigt för värderingar av läget hos fienden genom anskaffande och utväderingar av underrättelser. 1947 blev Pullach organisationens säte.
BND skapades 1 april 1956 då Organisation Gehlen gjordes om till BND som Västtysklands underrättelsetjänst för utlandet. Gehlen kvarstod som organisationens chef fram till 1968.
1979–1983 leddes BND av den senare utrikesministern och vice förbundskanslern Klaus Kinkel.

## BND:s aktiviteter
Mellan 1948 och 1952 stödde Organisation Gehlen en gruppering i Polen som sa sig vilja störta den kommunistiska regimen genom en väpnad revolt. 1952 visade det sig att organisationen i själva verket var en del av det sovjetiska kontraspionaget som byggdes upp med hjälp av pengar från Organisationen Gehlen. Under 1950-talet lyckades BND föra in spioner i DDR:s och andra östeuropeiska staternas statsapparater. Från 1953 lyckades framförallt DDR:s säkerhetstjänst att avslöja, gripa och döma ett stort antal BND-spioner. 
I början av 1990-talet fick BND kritik för organisationens oförmåga att förutse Berlinmurens fall, Sovjetunionens sönderfall och den tyska återförening och att man felbedömt de händelser som föranlett detta. BND var dock inte ensamma om detta, varken DDR:s eller andra säkerhetstjänster, västliga och östliga, förutsåg utvecklingen.

## BND:s struktur
BND är uppdelat i 8 avdelningar (Abteilungen)

### 1. Operativ underrättelseinhämtning
Avdelningen är en så kallad HUMINT-avdelning (Human Intelligence) som har hand om anskaffande av hemlig information från utlandet genom mänskliga källor. Agenterna på avdelningen får dock, i motsats till de flesta underrättelsetjänster, inte någon fysisk utbildning utan enbart mental träning. Officiellt behöver inte heller dessa bära tjänstevapen och än mindre att använda dessa. Detta kan under kommande år komma att ändras då man diskuterar nya områden för BND att bevaka, som medför farligare insatser som till exempel kampen mot terrorism och droghandeln

### 2. Teknisk underrättelseinhämtning
Denna avdelning sysslar bland annat med att skaffa information med hjälp av tekniska hjälpmedel. Intressant information hämtas genom övervakning av kommunikation via till exempel satellit, signalspaning och undervattenskablar. 

### 3. Utvärdering
Avdelningen har hand om uppdrag som kommer från avdelningarna 1, 2 och 5. Avdelning 3 har hand om förberedelser, övervakning och utvärdering av all information. 

### 4. Styrning och central administration
BND:s förvaltningsavdelning har hand om personalfrågor, centrala tjänster, rättsväsen och finanser. 

### 5. Operativ underrättelseinhämtning / organiserad kriminalitet
Efter 1990 (”die Wende”) har BND skapat avdelning fem för organisationes ökade behov av bevakning inom så kallade transnationella (överstatliga) fenomen som den internationella terrorismen och den organiserade brottsligheten.

### 6. Tekniskt understöd
Avdelningen står för teknisk support till samtliga avdelningar inom BND som datorer, underrättelsetjänstapparater, mobiltelefoner etc.

### 7. Utbildning
BND:s utbildning av BND-medarbetare. Utbildningen varar under två år. Eleverna utbildas i internationell politik, säkerhet (person och materiel), sport, tilltal och källsökning, kommunikationsmöjligheter i krisområden, spionageteknik, motståndarteknik, observation och forskning. Därtill kommer flera andra ämnen som förvaltning och statsrätt. 
BND-medarbetare blir här även vidareutbildade. Inom organisationen finns flera olika utbildningsplatser. 

### 8. Säkerhet
För BND är den egna personalens säkerhet extra viktig genom organisationens och personalens utsatta uppgifter. BND:s avdelning 8 är även ansvarig för säkring av den egna organisationen genom att observera personal (”läckor”) som står under misstanke för spioneri för främmande underrättelsetjänster. Detta görs genom det egna observationsteamet QC30.